# Serenata n.º 4 (Mozart)

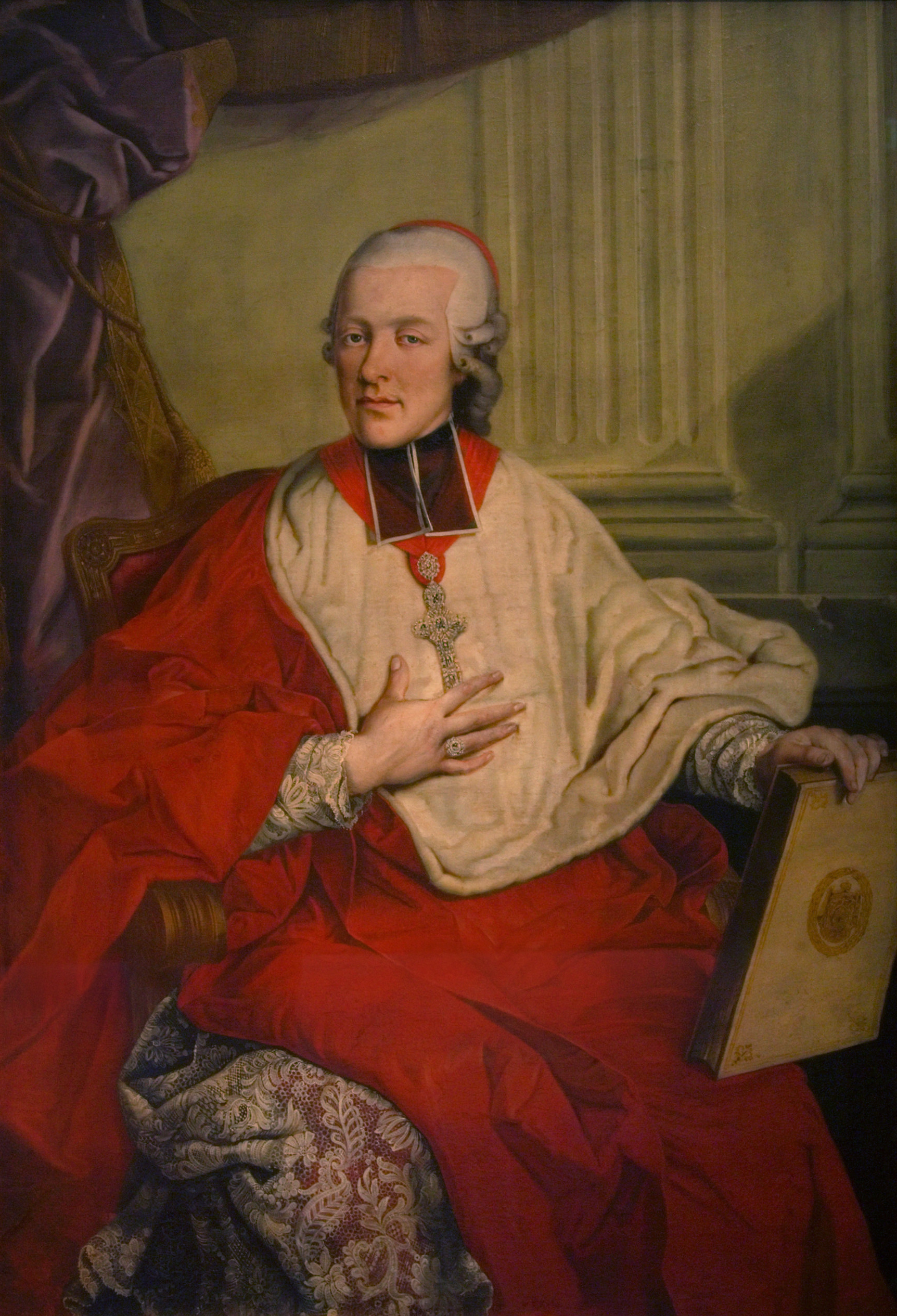
Hieronymus von Colloredo-Mannsfeld (1732-1812), príncipe-arzobispo de Salzburgo, de quien toma su sobrenombre esta serenata.

La Serenata n.º 4 (Colloredo) en re mayor, K. 203/189b fue escrita por Wolfgang Amadeus Mozart en Salzburgo, en el mes de agosto de 1774.
La obra es muy similar a la Serenata n.º 5 (KV 204), que sería compuesta un año después para unas ceremonias en la Universidad de Salzburgo.

## Sobrenombre
La composición es conocida popularmente como la Serenata "Colloredo", cuyo sobrenombre procede de Hieronymus von Colloredo, para quien Mozart trabajaba, y a la sazón Príncipe-Arzobispo de Salzburgo, la ciudad natal del compositor.

## Instrumentación
La serenata está escrita para dos oboes (doblando a las flautas), fagotes, dos trompas, dos trompetas y cuerdas. 

## Estructura
Consta de ocho movimientos:
1. Andante maestoso, 4
4.
2. Andante, en si bemol mayor, 3
4.
3. Menuetto (en fa mayor) y Trio (en si bemol mayor), 3/2.
4. Allegro, en si bemol mayor, 4/4.
5. Menuetto (en re mayor) y Trio (en la mayor), 3/4.
6. Andante, en sol mayor, 2
4.
7. Menuetto (en re mayor) y Trio (en re menor), 3/4.
8. Prestissimo, en re mayor, 2/4.

La Marcha en re mayor, KV 237/189c fue empleada como introducción o final de esta obra.